# Peabody Museum of Harvard University
Peabody Museum of Archaeology and Ethnology er et museum tilknyttet Harvard University, der ligger i Cambridge, Massachusetts. Peabody Museet, grundlagt i 1866, er et af de ældste og største museer, der fokuserer på antropologisk materiale. Museet har et særligt fokus på etnografi og arkæologi i Amerika. Museet forvalter over 1.2 millioner objekter, omkring 900 lineære dokumentmål, 2000 kort og masterplaner og omkring 500.000 fotografier. Museet ligger ved Divinity Avenue på Harvard University campus. Museet er en af de fire Harvard Museums of Science & Culture, der er åbne for offentligheden.

## Historie
Museet blev grundlagt den 8. oktober 1866 efter en gave fra George Peabody en rig amerikansk finansmand og filantrop, hvis fødeby var South Danvers (nu Peabody). Peabody forpligtede 150.000 amerikanske dollars, i henhold til trustens betingelser, til at danne stillingen Peabody Professor-kurator, til at købe artefakter og til at bygge en bygning, der skal huse dens samlinger. Peabody instruerede sine bestyrere i at organisere byggeriet af "en egnet brandsikker museumsbygning på land, der skal gives til dette formål, fri for omkostninger eller leje, af Harvard College's præsident og lærerstab."  Museet åbnede i 1866 sin første udstilling, der bestod af et lille antal forhistoriske artefakter fra Merrimackdalen. Den længeventede museumsbygning var i 1877 færdig og klar til at blive taget i brug. Bygningen, der huser Peabody, blev udbygget i 1888 og igen i 1913.